# Радомир Недељковић Раде
Радомир Недељковић (Београд 1921 — Стеванске ливаде, Сиколе 1941), учитељ, члан СКОЈ-а, један од организатора устанка у Неготинској крајини, борац Крајинског партизанског одреда.

## Биографија
Радомир Недељковић родио се 2. јуна 1921. године у Београду од мајке Босе и оца Добривоја, обућарских радника. Годину дана после његовог рођења породица се преселила за Неготин где је Раде, како су га сви звали, завршио основну школу, а након петог разреда гимназије прешао у Учитељску школу, коју је завршио са одличним успехом. Истицао се по својим литерарним саставима, а нарочито је био активан у литерарној дружини Учитељске школе у Неготину „Бакић”.
Прве представе о слободи радничког покрета и његовој борби добио је у породици од оца Добривоја, званог Доне, члана Комунистичке партије Југославије, све до Обзнане, 1920. Касније је стално био под надзором полиције и често саслушаван и праћен.

## Политичка активност
Радетова пуна активност долази са обновом деловања омладинског и СКОЈ−евског покрета међу неготинском омладином и у Учитељској школи, после доласка Љубе Нешића у Неготин, октобра 1939.
Августа 1940. организован је први састанак напредне омладине у Учитељској школи, коме је, између осталих присуствовао и Раде, а септембра те године формирана је и група СКОЈ−а те школе.
Као члан СКОЈ−а учествује у свим акцијама које се тада воде. Са Миомиром Радосављевићем Пикијем постаје један од водећих чланова СКОЈ−а.
По завршетку школовања, 1941. одлази на своје прво учитељско службовање у Кочане у Македонију, одакле се враћа након Априлског рата.
Активно учествује у припремама за дизање устанка у Неготинској крајини, обилази села, активира омладину, а 16. августа 1941. када је на Алији формиран Крајински партизански одред и изабран штаб одреда, у строју међу 17 првих бораца је и Уча, како га зову још од првих учитељских дана.

## Погибија
Учествује и у првим борбеним дејствима, акцијама на железничке станице Рајац, Тамнич, Брусник, у акцији рушења пруге и моста код Табаковца. Бори се раме уз раме са својим оцем Добривојем и друговима.
Августа 1941. постао је члан Штаба Крајинског партизанског одреда, који је бројао око 150 бораца.
Погинуо је 29. септембра 1941. када су штаб одреда на Стеванским ливадама напали четници војводе Анђелка Адамовића и жандарми. Био је у групи од десет бораца који су остали да штите повлачење одреда, а међу којима су били и Љуба Нешић и Стефанија Михајловић.

## Спомен обележја
На улазу у Неготинско гробље погинута је Спомен костурница „Првоборцима Неготина” на којој је у првом реду и медаљон са именом Радета Недељковића. Спомен плоча ученицима и професорима изгинулима од 1941. до 1945. међу којима је и Недељковић посматљена је и на улазу у згради некадашње Учитељске школе у Неготину.
Његово име понела је и једна од улица у Неготину.